# Erin Gemmell
Erin Gemmell (Potomac, 2 de dezembro de 2004) é uma nadadora estadunidense.

## Início da vida
Gemmell nasceu em 2 de dezembro de 2004, nos Estados Unidos. Sua mãe, Barbara, era uma nadadora competitiva, seu pai, Bruce, era um nadador All Big Ten e capitão do time de natação da Universidade de Michigan e atualmente é um treinador de natação, e seu irmão, Andrew, também é um nadador competitivo. Ela frequenta a Stone Ridge School of the Sacred Heart em Bethesda, Maryland, onde compete como parte do time de natação da escola. Para natação universitária, ela assinou para competir pelo time de natação da Universidade do Texas a partir do outono de 2023.

## Carreira
Em outubro de 2022, Gemmell foi anunciada como membro da lista do Team USA para o Campeonato Mundial de Piscina Curta de 2022, em dezembro em Melbourne, Austrália, nos 200 metros livres e 400 metros livres. Foi a primeira vez que ela foi nomeada para uma lista sênior do Campeonato Mundial.</ref> It marked her first time being named to a senior World Championships roster. Em 2 de dezembro, e antes do Campeonato Mundial de Piscina Curta, ela ganhou a medalha de prata nos 200 metros livres no Campeonato Mundial de Natação dos Estados Unidos de 2022 com um tempo de 1:57.16.
No Campeonato Metro de 2023, em fevereiro em Boyds, Maryland, Gemmell contribuiu para uma vitória geral da equipe de sua escola, Stone Ridge, com um novo recorde de competição e melhor tempo pessoal de 1:43,45 nos 200 jardas livres que venceu o evento, e um melhor tempo pessoal de 48,19 segundos nos 100 jardas livres que lhe rendeu o título naquele evento também.
Nas Olimpíadas de Paris de 2024, Gemmell competiu junto com Claire Weinstein, Katie Ledecky e Paige Madden no revezamento 4x200m livre. Com Gemmell ancorando, a equipe ganhou a medalha de prata, a primeira medalha olímpica de Gemmell.